# Adam Kołodziej
Adam Kołodziej (ur. 8 sierpnia 1938 we Lwowie) – polski architekt działający w Toruniu.

## Życiorys
13 kwietnia 1940 roku został, wraz z rodziną wywieziony do Kazachstanu skąd wrócił do kraju pod koniec 1945 r. W 1969 r. ukończył studia na Wydziale Architektury Politechniki Gdańskiej. Następnie zamieszkał w Toruniu. W latach 1972–1985 pracował jako główny projektant w BPBO „Miastoprojekt” Toruń. W 1985 r. jako jeden z pierwszych architektów w województwie założył autorską spółkę projektową. Od 1994 r. prowadzi indywidualną pracownię projektową.

## Wybrane realizacje
- Osiedle Mieszkaniowe „Na Skarpie” w Toruniu (z Czesławem Sobocińskim)
- Przychodnia Międzyzakładowa w Grudziądzu-Mniszku
- Zespół Szkół nr 6 w Toruniu (adaptacja budynków wcześniej zaprojektowanych jako zespół obiektów S.M. Rubinkowo)
- Kościół pw. Matki Bożej Nieustającej Pomocy w Toruniu
- Strażnica Państwowej Straży Pożarnej w Golubiu-Dobrzyniu (z Piotrem Koziejem)
- Środowiskowy Dom Stałego Pobytu Fundacji im. Brata Alberta w Toruniu
- Pomnik Zesłańców Sybiru przy Zespole Szkół nr1 w Toruniu[1]
- plomby (kilkanaście) głównie w dzielnicy Torunia Bydgoskie Przedmieście
- domy jednorodzinne (około dwudziestu)